# Wilbraham (Massachusetts)
Wilbraham é uma vila localizada no condado de Hampden no estado estadounidense de Massachusetts. No Censo de 2010 tinha uma população de 14.219 habitantes e uma densidade populacional de 245,22 pessoas por km².

## Geografia
Wilbraham encontra-se localizado nas coordenadas 42° 07′ 37″ N, 72° 25′ 51″ O. Segundo o Departamento do Censo dos Estados Unidos, Wilbraham tem uma superfície total de 57.98 km², da qual 57.4 km² correspondem a terra firme e (1%) 0.58 km² é água.

## Demografia
Segundo o censo de 2010, tinha 14.219 pessoas residindo em Wilbraham. A densidade populacional era de 245,22 hab./km². Dos 14.219 habitantes, Wilbraham estava composto pelo 94.01% brancos, o 2.16% eram afroamericanos, o 0.07% eram amerindios, o 2.01% eram asiáticos, o 0.01% eram insulares do Pacífico, o 0.54% eram de outras raças e o 1.2% pertenciam a duas ou mais raças. Do total da população o 2.76% eram hispanos ou latinos de qualquer raça.